# Пирронизм
Пиррони́зм — философская школа скептиков, основанная в I веке н. э. Энесидемом, учение которой изложено Секстом Эмпириком в конце II или начале III века н. э. Названа в честь Пиррона из Элиды, древнегреческого философа (IV—III вв. до н. э.), основателя античного скептицизма, хотя связи между его учением и философской школой неясны. Получил возрождение в XVII веке.

## Философия
Пиррон учил, что в умозрительном отношении все вещи непонятны и непознаваемы. Он опровергал всякую догматическую философию путём скрытых в ней противоречий и делал вывод о недостоверности человеческого знания. Пиррон утверждал, что о качествах предметов человек ничего не может знать, и поэтому следует воздерживаться от какого бы то ни было суждения о предметах (акаталепсия или афазия). Он считал такое душевное настроение наиболее подобающим мудрецу в теоретическом отношении, а в практическом отношении настаивал на невосприимчивости к чувственным впечатлениям (атараксия, то есть полное равнодушие), признавая, однако, безусловную ценность добродетели как высшего блага.
Положение о непознаваемости вещей Пиррон доказывал ссылкой на то, что познание, как чувственное, так и разумное, шатко. Чувственное познание представляет нам предметы не такими, какие они в действительности, а такими, какими они нам кажутся. С другой стороны, всякому утверждению может быть противопоставлено иное утверждение, и притом — с равным основанием, ибо и разумное познание основано на мнении и привычке, а не на действительном знании.
Впоследствии доказательства в пользу шаткости знания приняли форму так называемых 10 тропов. Но эта форма принадлежит уже не Пиррону, а Энесидему. Если мы не можем ничего знать о предметах, то нам следует воздерживаться от суждений о них. Что нам кажется таким, а не иным, того мы не должны выставлять как утверждение, а лишь как субъективное мнение. Поэтому своим основным положениям Пиррон вовсе не приписывал значения твёрдого и общего учения. Из воздержания от суждения вытекает атараксия, ведущая к истинному блаженству. Предрассудки вызывают споры и страсти людей, для скептика же не существует страстей, для него важно и действительно лишь его настроение. Так как абсолютное воздержание от суждений и действий невозможно, то скептик следует вероятности и обычаям, сознавая, что он не руководствуется ни истиной в сфере теоретической, ни твёрдым убеждением в сфере практической.
До Пиррона никто сомнение не возводил в принцип, не делал его методичным. Пиррон первым не только попытался систематизировать сомнение, но очень ясно наметил субъективность представлений о качествах предметов. В этом отношении Пиррон, несомненно, пошёл дальше, чем шли софисты, оправдание сомнения у него более глубокое.